# Geneviève Lalonde
Geneviève Lalonde (ur. 5 września 1991 w Montrealu) – kanadyjska lekkoatletka specjalizująca się w biegach średnich i długich.
W 2007 zajęła 10. miejsce w biegu na 1500 metrów podczas mistrzostw świata juniorów młodszych w Ostrawie, a rok później startowała na igrzyskach Wspólnoty Narodów młodzieży w Pune. Złota medalistka czempionatu NACAC w przełajach w rywalizacji juniorek (2010). W tym samym roku była szósta w biegu na 3000 metrów z przeszkodami podczas juniorskich mistrzostw świata w Moncton. Jedenasta zawodniczka uniwersjady (2011). W 2013 stanęła na najniższym stopniu podium igrzysk frankofońskich, a dwa lata później zdobyła brązowy medal igrzysk panamerykańskich w Toronto. Na eliminacjach zakończyła swój występ podczas mistrzostw świata w Pekinie (2015). Rok później zajęła 16. miejsce na igrzyskach olimpijskich w Rio de Janeiro, a w 2017 trzynaste podczas mistrzostw świata w Londynie. Jedenasta zawodniczka igrzysk olimpijskich w Tokio (2021).
Medalistka mistrzostw Kanady.
Rekord życiowy w biegu na 3000 metrów z przeszkodami: 9:22,40 (4 sierpnia 2021, Tokio) – były rekord Kanady.

## Osiągnięcia
| Rok  | Impreza                                   | Miejsce        | Konkurencja                        | Pozycja     | Wynik    |
| ---- | ----------------------------------------- | -------------- | ---------------------------------- | ----------- | -------- |
| 2007 | Mistrzostwa świata juniorów młodszych     | Ostrawa        | bieg na 1500 metrów                | 10. miejsce | 4:30,90  |
| 2008 | Mistrzostwa świata w biegach przełajowych | Edynburg       | bieg juniorek                      | 36. miejsce | 21:35    |
| 2008 | Igrzyska Wspólnoty Narodów młodzieży      | Pune           | bieg na 1500 metrów                | 6. miejsce  | 4:26,38  |
| 2008 | Igrzyska Wspólnoty Narodów młodzieży      | Pune           | bieg na 3000 metrów                | 5. miejsce  | 9:42,99  |
| 2010 | Mistrzostwa NACAC w biegach przełajowych  | Mount Irvine   | bieg juniorek                      | 1. miejsce  | 13:49,4h |
| 2010 | Mistrzostwa świata juniorów               | Moncton        | bieg na 1500 metrów                | eliminacje  | 4:19,20  |
| 2010 | Mistrzostwa świata juniorów               | Moncton        | bieg na 3000 metrów z przeszkodami | 6. miejsce  | 9:57,74  |
| 2011 | Uniwersjada                               | Shenzhen       | bieg na 3000 metrów z przeszkodami | 11. miejsce | 10:09,43 |
| 2013 | Igrzyska frankofońskie                    | Nicea          | bieg na 3000 metrów z przeszkodami | 3. miejsce  | 9:53,35  |
| 2015 | Igrzyska panamerykańskie                  | Toronto        | bieg na 3000 metrów z przeszkodami | 3. miejsce  | 9:53,03  |
| 2015 | Mistrzostwa świata                        | Pekin          | bieg na 3000 metrów z przeszkodami | eliminacje  | 9:36,83  |
| 2016 | Igrzyska olimpijskie                      | Rio de Janeiro | bieg na 3000 metrów z przeszkodami | 16. miejsce | 9:41,88  |
| 2017 | Mistrzostwa świata                        | Londyn         | bieg na 3000 metrów z przeszkodami | 13. miejsce | 9:29,99  |
| 2018 | Halowe mistrzostwa świata                 | Birmingham     | bieg na 3000 metrów                | 11. miejsce | 9:03,91  |
| 2018 | Igrzyska Wspólnoty Narodów                | Gold Coast     | bieg na 3000 metrów z przeszkodami | 7. miejsce  | 9:46,68  |
| 2019 | Mistrzostwa NACAC w biegach przełajowych  | Port-of-Spain  | bieg seniorek                      | 5. miejsce  | 36:51    |
| 2019 | Igrzyska panamerykańskie                  | Lima           | bieg na 3000 metrów z przeszkodami | 1. miejsce  | 9:41,45  |
| 2019 | Mistrzostwa świata                        | Doha           | bieg na 3000 metrów z przeszkodami | 14. miejsce | 9:32,92  |
| 2019 | Mistrzostwa świata w biegach przełajowych | Aarhus         | bieg seniorek                      | 20. miejsce | 38:10    |
| 2021 | Igrzyska olimpijskie                      | Tokio          | bieg na 3000 metrów z przeszkodami | 11. miejsce | 9:22,40  |